# Вождовац (община)
Вождовац (серб. Вождовац) — община в Сербии, входит в округ Белград. Существуют поселения Пиносава, Бели Поток, Зуце, Рипань и другие.
Население общины составляет 154 648 человек (2007 год), плотность населения составляет 1045 чел./км². Занимаемая площадь — 148 км², из них 63,0 % используется в сельскохозяйственных целях.
Административный центр общины находится на территории Белграда. Община Вождовац состоит из 5 населённых пунктов, средняя площадь населённого пункта — 29,6 км².

## Статистика населения общины
| Год  | Население, чел. |
| ---- | --------------- |
| 1991 | 155446          |
| 2001 | 151430          |
| 2002 | 151940          |
| 2003 | 152126          |
| 2004 | 152697          |
| 2005 | 153334          |
| 2006 | 153861          |
| 2007 | 154648          |